# Pseudotrillium rivale
Pseudotrillium rivale är en nysrotsväxtart som först beskrevs av Sereno Watson, och fick sitt nu gällande namn av S.B.Farmer. Pseudotrillium rivale ingår i släktet Pseudotrillium och familjen nysrotsväxter. Inga underarter finns listade.

## Bildgalleri

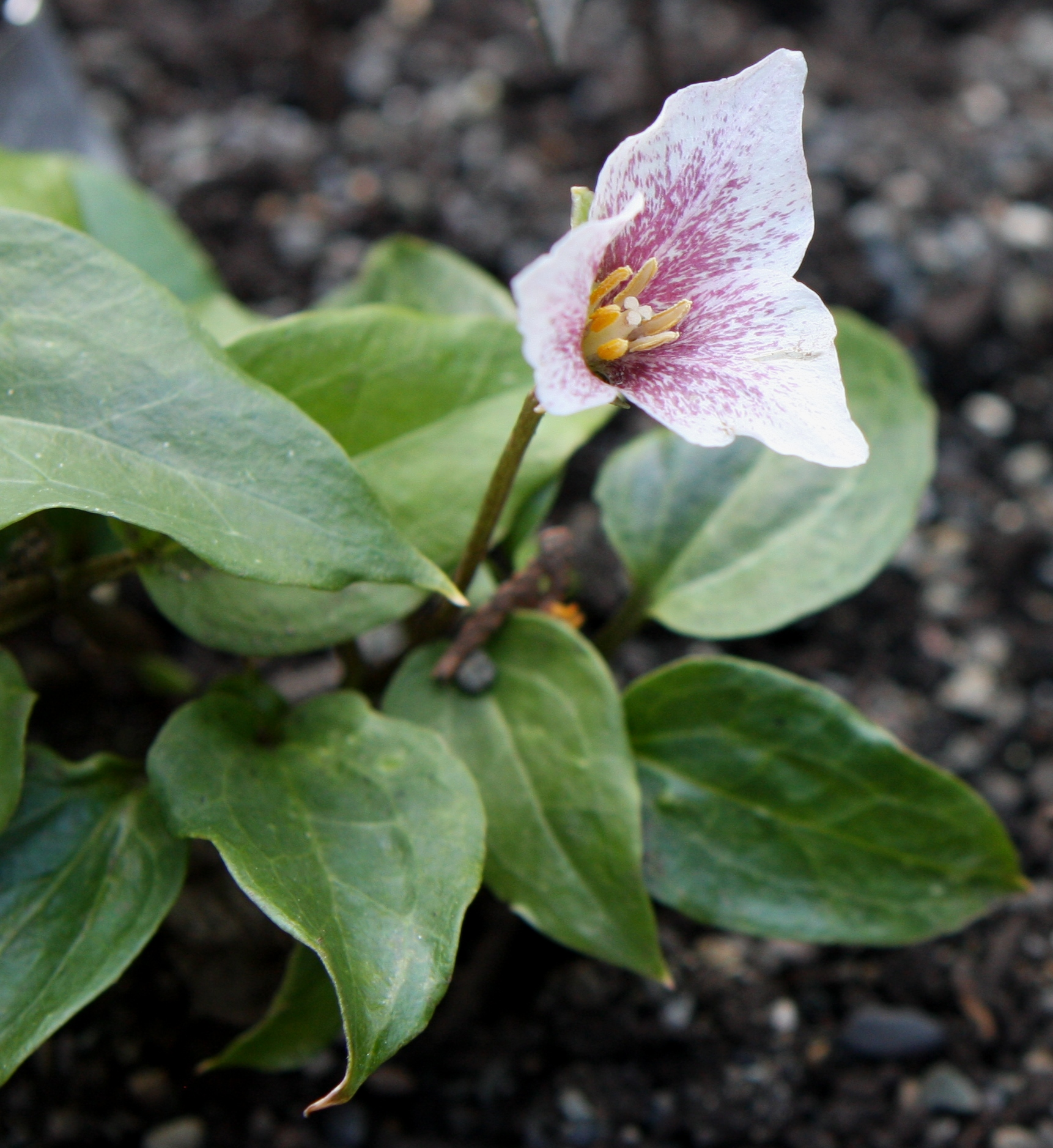
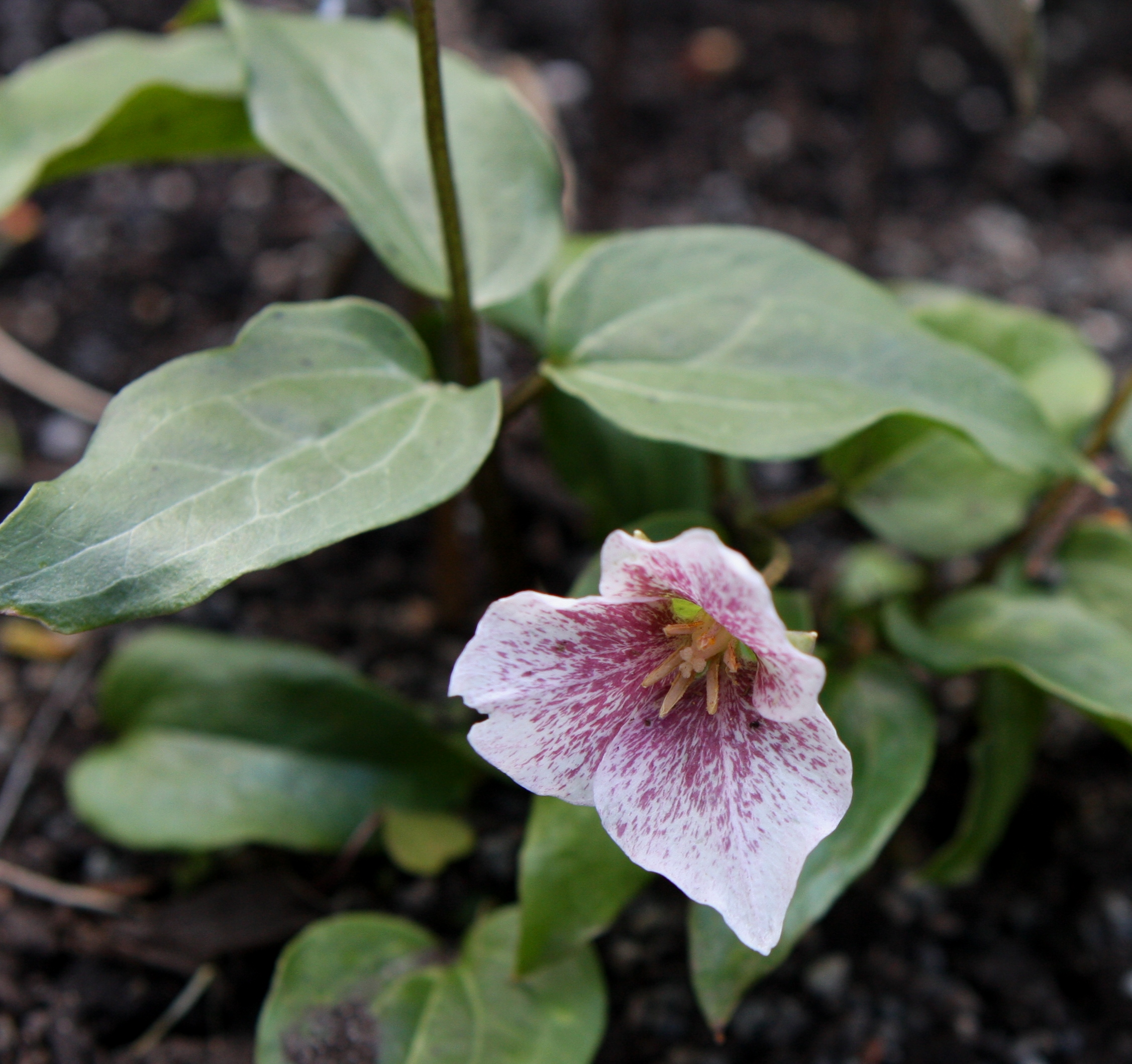
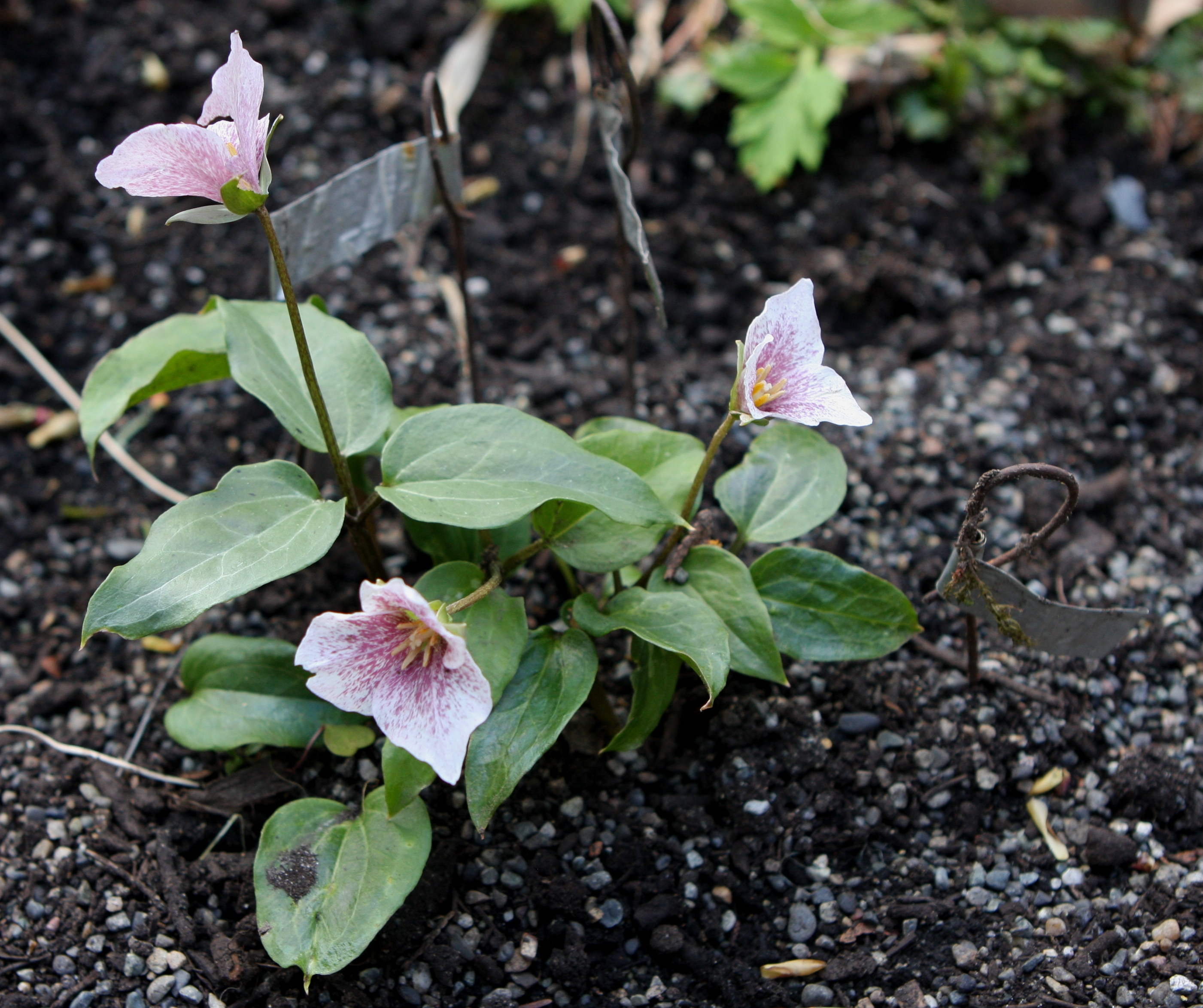
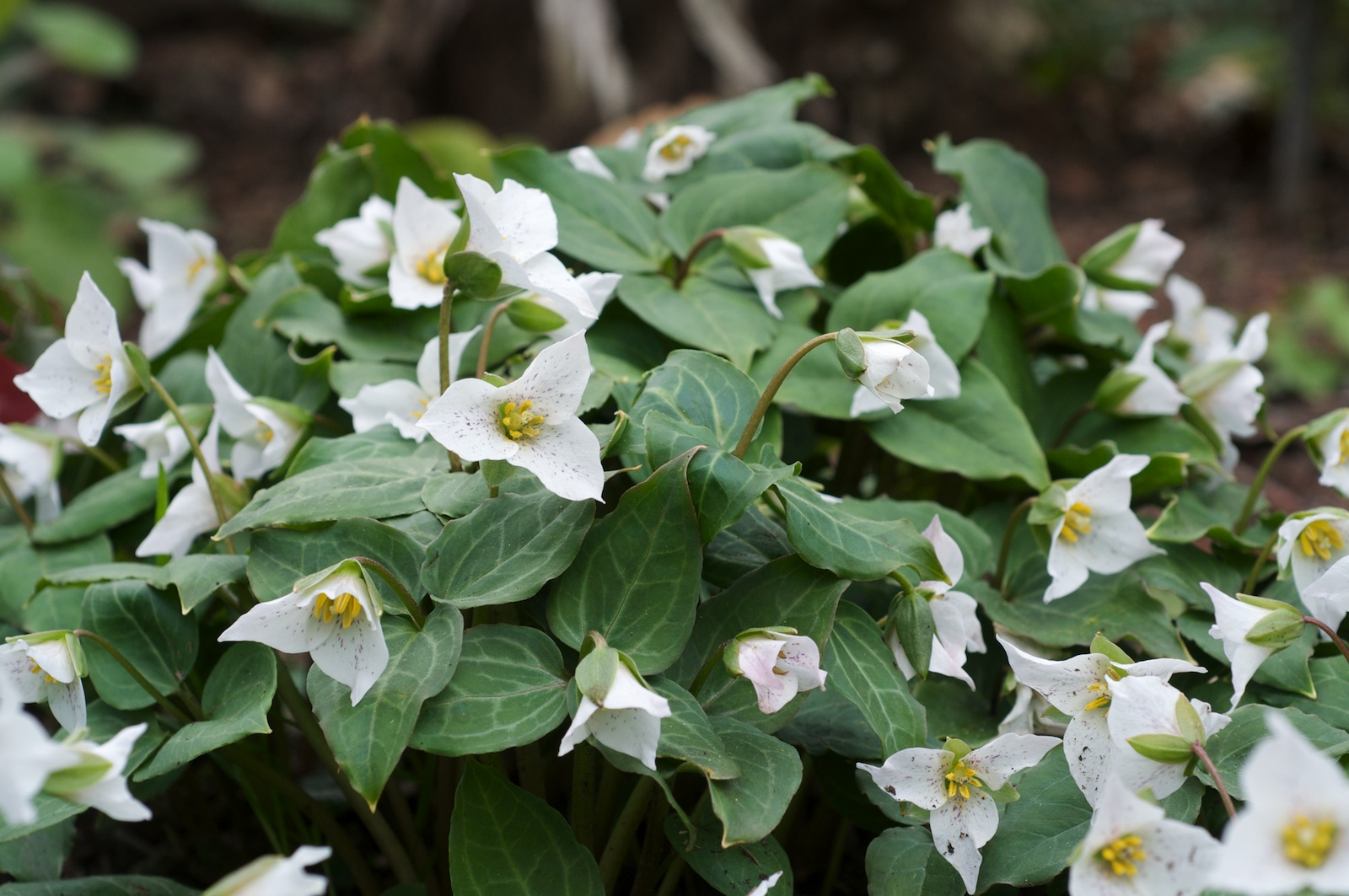
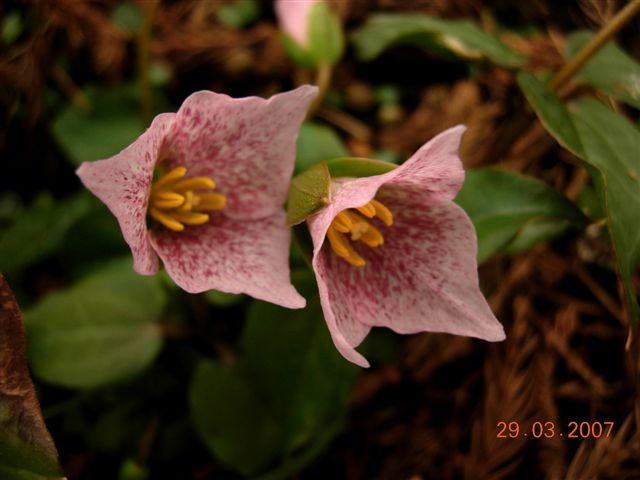
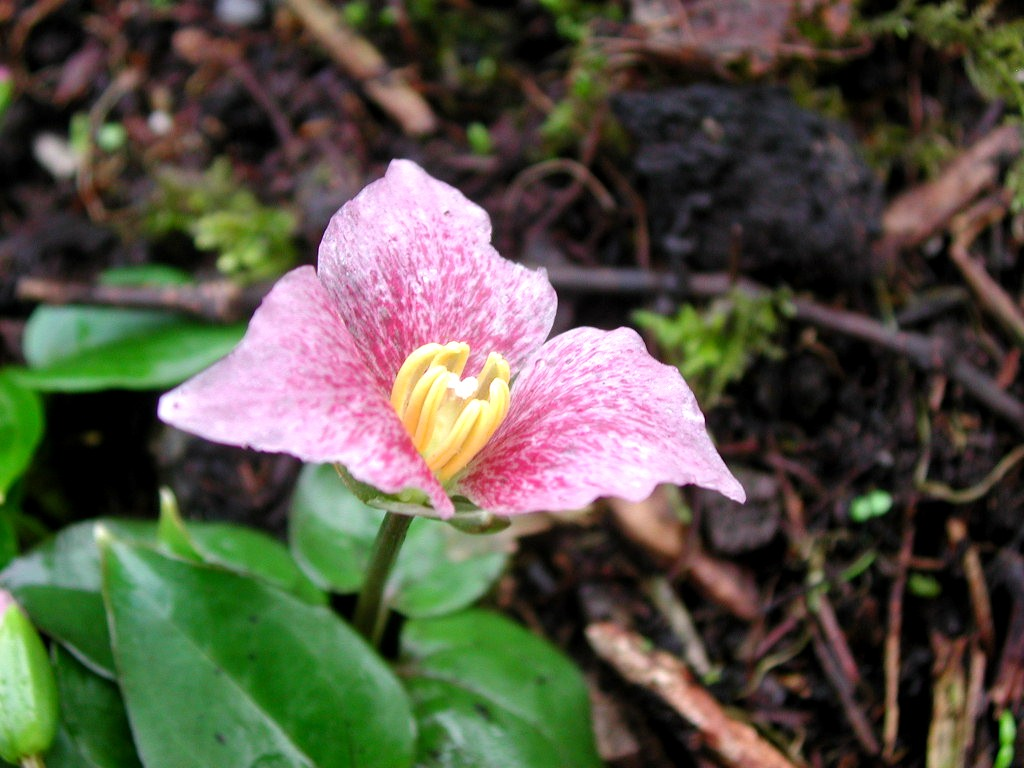